# Teknaf
Teknaf è un sottodistretto (upazila) del Bangladesh situato nel distretto di Cox's Bazar, divisione di Chittagong. Si estende su una superficie di 388,68 km² e conta una popolazione di 152.557 abitanti (dato censimento 1991).